# Treinramp bij Goes

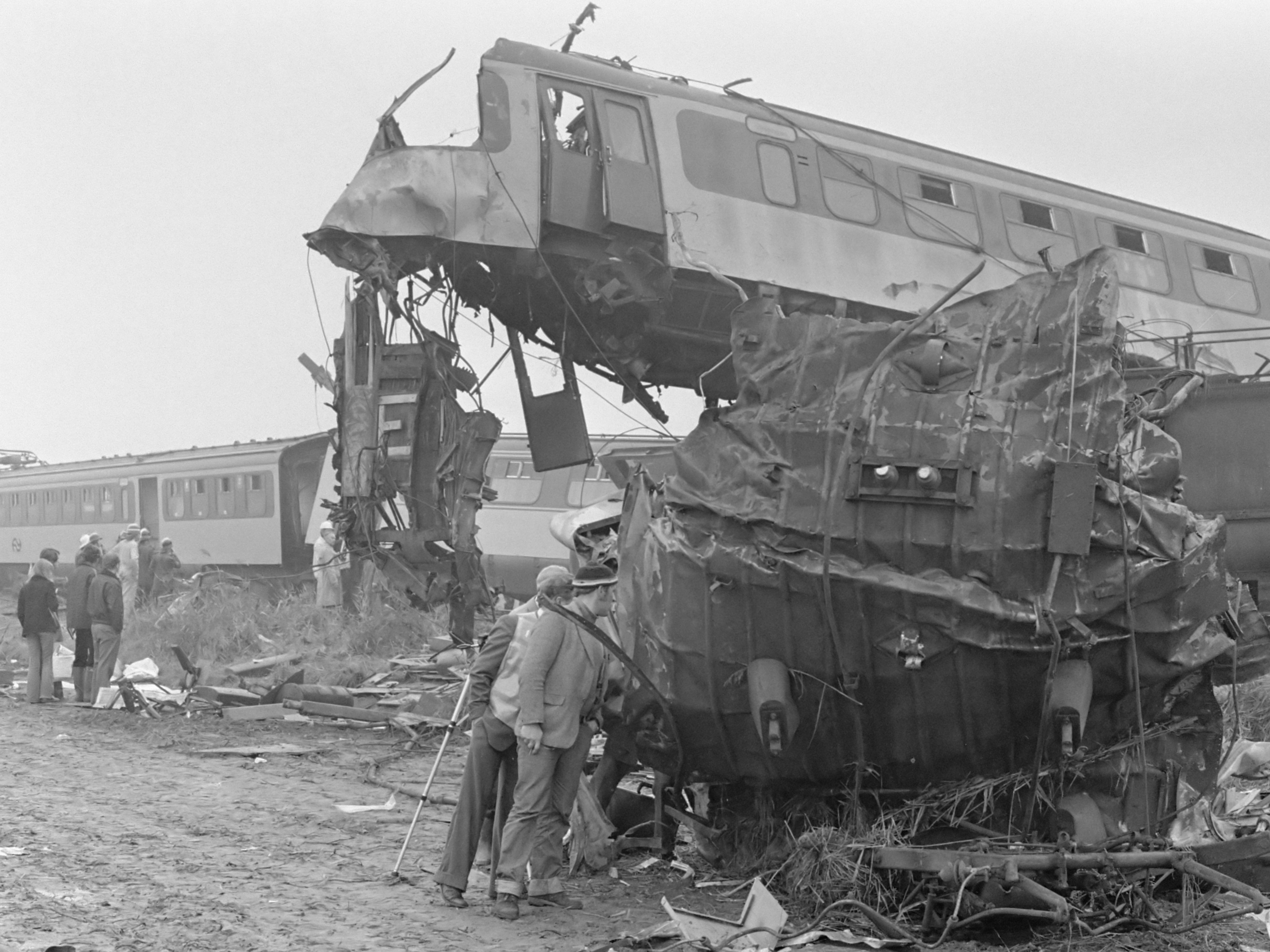
Het eerste rijtuig van de reizigerstrein (van een treinstel Mat '54) ligt op de goederentrein.

De treinramp bij Goes was een spoorwegongeval op de spoorlijn Roosendaal - Vlissingen waarbij een reizigerstrein op een goederentrein botste. Het ongeval vond plaats op 27 oktober 1976 om 7.15 uur bij Eindewege, vlak ten westen van Goes.
De botsing vond plaats in dichte mist (zicht ter plaatse was ongeveer 50 meter), de machinist had het voorgaande gele sein gemist waardoor hij met te hoge snelheid het rode sein naderde. Bij het zien van het rode sein heeft de machinist nog wel een snelremming ingezet maar de snelheid was te hoog om te stoppen voor het sein. De achterzijde van de goederentrein stond ongeveer 200 meter achter het sein, de ingezette snelremming was onvoldoende om voor dit punt stil te staan, waarna de reizigerstrein achter op de goederentrein reed. Op het baanvak was ten tijde van het ongeval nog geen ATB aanwezig waardoor de machinist in zijn cabine geen waarschuwing kreeg dat hij een sein passeerde dat een snelheidsverlaging aankondigde.
De goederentrein was onderweg naar de Sloehaven en moest daarom bij Eindewege het tegemoet komende spoor oversteken om de goederenspoorlijn (Oude Sloelijn) richting de Sloehaven op te kunnen rijden. Uit de richting Middelburg was echter nog de intercity richting Roosendaal onderweg (met 3 minuten vertraging) waardoor de goederentrein voor een rood sein moest wachten. De stoptrein richting Vlissingen was vlak na de goederentrein uit Goes vertrokken en had, door de vertraagde intercity en wachtende goederentrein, voor een rood sein moeten wachten tot de goederentrein van de hoofdbaan af was. Waarschijnlijk heeft de machinist het gele sein niet opgemerkt waardoor hij pas 50 meter voor het rode sein merkte dat hij moest stoppen. Getuigen in de trein verklaarden dat ze enkele seconden voor de botsing voelden dat de trein sterk afremde. Aannemelijk is dat de machinist een snelremming inzette toen hij het rode sein waarnam. De afstand van 250 meter (50 meter zicht ter plaatse voor het zien van het rode sein + 200 meter van sein tot trein) wordt bij 120 km/u afgelegd in 7,5 seconde (120 km/u = 33,3 m/s). Had de machinist het rode sein niet gezien en was hij pas gaan remmen bij het zien van de goederentrein dan was die 50 meter in 1,5 seconde afgelegd en hadden de reizigers nooit de snelremming gevoeld.
Bij de botsing kwamen zeven mensen om het leven, onder wie de machinist en een storingsmonteur die ook in de cabine aanwezig was, en vielen zeven gewonden.